# Willem Dafoe
William James Dafoe (ur. 22 lipca 1955 w Appleton) – amerykański aktor, nominowany do Oscarów za role w filmach: Pluton, Cień wampira, Projekt Floryda i Van Gogh. U bram wieczności. Prócz filmów artystycznych grał także w filmach głównego nurtu, jak Spider-Man, John Wick i Aquaman.
Często współpracował z filmowcami takimi jak Paul Schrader, Abel Ferrara, Lars von Trier, Julian Schnabel, Wes Anderson i Robert Eggers. Dafoe był współzałożycielem teatru eksperymentalnego The Wooster Group.
8 stycznia 2024 otrzymał gwiazdę na Alei Gwiazd w Los Angeles znajdującą się przy 6284 Hollywood Boulevard.

## Młodość
Urodził się w Appleton w stanie Wisconsin jako siódme z ośmiorga dzieci pielęgniarki – Muriel Isabel Dafoe (z domu Sprissler) i chirurga – Williama Alfreda Dafoe. Jego dziadek pochodził z Kanady, z Ontario. Jego rodzina była pochodzenia irlandzkiego, szkockiego, angielskiego i niemieckiego.
W szkole Einstein Junior High School mówiono na niego „Billy”. Swoje imię „Willem” otrzymał w szkole średniej Appleton East High School w Appleton w stanie Wisconsin, ale dyplom zdobył na sąsiednim Lawrence University. Pracował jako maszynista obsługujący scenę. Studiował na University of Wisconsin w Wisconsin na wydziale teatralnym, lecz przed ukończeniem studiów opuścił uczelnię, podejmując decyzję, że więcej nauczy się jako aktor. Przyłączył się do eksperymentalnej grupy Theater X, z którą odbył czteroletnie tournée po Chicago, Denver i Europie. W 1977 przeprowadził się do Nowego Jorku, gdzie związał się z eksperymentalnym teatrem Performance Group (później The Wooster Group).

## Kariera
Jego kariera na dużym ekranie rozpoczęła się od udziału w westernie Michaela Cimino Wrota niebios (Heaven’s Gate, 1980) u boku Krisa Kristoffersona i Christophera Walkena. Dwa lata później zagrał w melodramacie Niekochana (The Loveless, 1982), a następnie w epizodycznej roli młodego mężczyzny w budce telefonicznej w dramacie Zagadka nieśmiertelności (The Hunger, 1983) z Catherine Deneuve, Davidem Bowiem i Susan Sarandon. W dramacie sensacyjnym Waltera Hilla Ulice w ogniu (Streets of Fire, 1984) grał przywódcę nikczemnego gangu motocyklowego Ravena Shaddocka, a krytyczka Janet Maslin z „The New York Times” opisała go jako „doskonale nikczemną twarz”. Swoją pierwszą główną rolę bezwzględnego fałszerza pieniędzy zagrał w sensacyjnym dramacie kryminalnym Williama Friedkina Żyć i umrzeć w Los Angeles (To Live and Die in L.A., 1985).

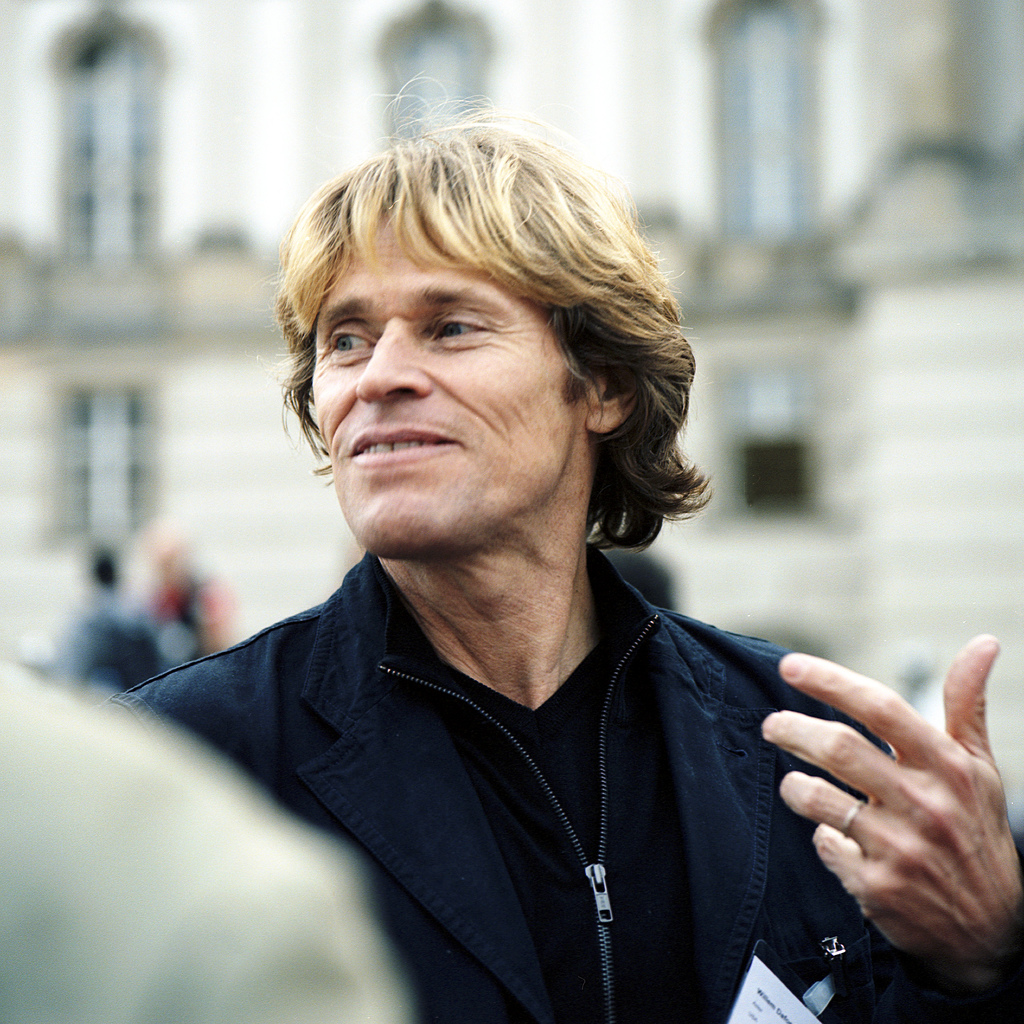
Willem Dafoe (2006)

Najważniejsza stała się dla niego sztuka ekspresji mimiki i gestu, mniej słowa. Mówi o sobie: Jestem aktorem biologicznym.

Jego głośne kreacje filmowe to przeciwstawiający się bezwzględności i okrucieństwu sierżant Elias Grodin w sensacyjnym dramacie wojennym o wojnie wietnamskiej Olivera Stone’a Pluton (Platoon, 1986), za którą dostał nominację do nagrody Oscara za najlepszą rolę drugoplanową, Jezus z Nazaretu w dyskusyjnym i wywołującym wiele kontrowersji dramacie Martina Scorsese Ostatnie kuszenie Chrystusa (The Last Temptation of Christ, 1988), grecki więzień w Oświęcimiu w biograficznym dramacie sportowym Triumf ducha (Triumph of the Spirit, 1989) oraz obmierzły bandyta w przygodowej komedii kryminalnej Davida Lyncha Dzikość serca (Wild at Heart, 1990). Jednak jego rola adwokata i kochanka oskarżonej o morderstwo za pomocą przemocy seksualnej w dreszczowcu erotycznym Sidła miłości (Body of Evidence, 1993) z erotyczną sceną z Madonną i roztopionym woskiem oraz postać psychopaty-geniusza komputerowego, który przejął kontrolę nad statkiem w filmie sensacyjnym  Speed 2: Wyścig z czasem (Speed 2: Cruise Control, 1997) przyniosły mu nominację do Złotej Maliny dla najgorszego aktora drugoplanowego. Za rolę mieszkającego w ruinach starego zamku w górach Słowacji Maxa Schrecka w dramacie grozy Cień wampira (Shadow of the Vampire, 2000) otrzymał wiele nagród, m.in. Saturna oraz nominację do nagrody Oscara i Złotego Globu.
W dramacie biograficznym Paula Schradera Auto Focus (2002) wystąpił jako John Henry Carpenter, sprzedawca sprzętu wideo, najbardziej znany jako przyjaciel i oskarżony o morderstwo aktora Boba Crane’a (Greg Kinnear). Sławę zdobyła także rola czarnego charakteru – Normana Osborna, ex-właściciela największego w Nowym Jorku koncernu chemicznego, który przeżył wypadek w laboratorium, przemieniając się w monstrualnego schizofrenicznego Zielonego Goblina w filmie sensacyjnym fantasy Spider-Man (2002) i jego sequelach – Spider-Man 2 (2004) i Spider-Man 3 (2007). Odrzucił propozycję zagrania roli legendarnego gwiazdora porno Johna Holmesa w Wonderland (2003). Wziął udział w dwóch dramatach Larsa von Triera: Antychryst (Antichrist, 2009) i Nimfomanka - Część II (The Nymphomaniac Part 2, 2013). W czarnej komedii kryminalnej Paula Schradera Dog Eat Dog (2016) z Nicolasem Cage w roli Mada Doga został wystylizowany na legendarnego gwiazdora porno Johna Holmesa.
Pracował jako model dla domu mody Prada. Użyczał swojego głosu w reklamach. Był na okładkach magazynów takich jak „Esquire”, „The Hollywood Reporter”, „L’Uomo Vogue” i „Interview”.
Zasiadał w jury konkursu głównego na 67. MFF w Cannes (2014).

## Życie prywatne
W latach 1977–2004 był w nieformalnym związku partnerskim ze starszą o 11 lat reżyserką teatralną – Elizabeth LeCompte (ur. 28 kwietnia 1944). Mają razem syna – Jacka Dafoe (ur. 1982).
25 marca 2005 poślubił włoską aktorkę i reżyserkę – Giadę Colagrande (ur. 1975 w Pescara). Mieszkają na obrzeżach Rzymu. Posiada włoskie obywatelstwo.
Jest peskatarianinem. Codziennie praktykuje ashtanga vinyasa jogę.

## Filmografia
- Wrota niebios (Heaven’s Gate, 1980) jako statysta
- The Loveless (1982) jako Vance
- Zagadka nieśmiertelności (The Hunger, 1983) jako młody człowiek w budce telefonicznej
- Zajazd pełen wrażeń (Roadhouse 66 / Zajazd 66, 1984) jako Johnny Harte
- New York Nights (1984) jako Punk
- Ulice w ogniu (Streets of Fire, 1984) jako Raven
- Żyć i umrzeć w Los Angeles (To Live and Die in L.A., 1985) jako Eric Masters
- Pluton (Platoon, 1986) jako sierżant Elias
- Ostatnie kuszenie Chrystusa (The Last Temptation of Christ, 1988) jako Jezus Chrystus
- Missisipi w ogniu (Mississippi Burning, 1988) jako Ward
- Sajgon (Off Limits, 1988) jako Buck McGriff
- Urodzony 4 lipca (Born on the Fourth of July, 1989) jako Charlie
- Triumf ducha (Triumph of the Spirit, 1989) jako Salamo Arouch
- Beksa (Cry-Baby, 1990) jako strażnik
- Dzikość serca (Wild at Heart, 1990) jako Bobby Peru
- Lot Intrudera (Flight of the Intruder, 1991) jako Virgil Tygrys Cole
- Białe piaski (White Sands, 1992) jako Ray Dolezal
- Bezsenny (Light Sleeper, 1992) jako John LeTour
- Tak daleko, tak blisko (In weiter Ferne, so nah!, 1993) jako Emit Flesti
- Sidła miłości (Body of Evidence, 1993) jako Frank Dulaney
- Tom i Viv (1994) jako Tom Eliot
- Stan zagrożenia (Clear and Present Danger, 1994) jako John Clark
- Zwycięstwo (Victory, 1995) jako Axel Heyst
- The Night and the Moment (1995) jako The Writer
- Angielski pacjent (The English Patient, 1996) jako Caravaggio
- Basquiat – Taniec ze śmiercią (Basquiat, 1996) jako The Electrician
- Speed 2: Wyścig z czasem (Speed 2: Cruise Control, 1997) jako John Geiger
- Prywatne piekło (Affliction, 1997) jako Rolfe Whitehouse
- Lulu na moście (Lulu on the Bridge, 1998) jako dr Van Horn
- Hotel New Rose (New Rose Hotel, 1998) jako X
- Święci z Bostonu (The Boondock Saints, 1999) jako Paul Smecker
- eXistenZ (1999) jako Gas
- Cień wampira (Shadow of the Vampire, 2000) jako Max Schreck
- Gniazdo os (Animal Factory, 2000) jako Earl Copen
- Pogromca byków (Bullfighter, 2000) jako ojciec Ramirez
- American Psycho (2000) jako detektyw Donald Kimball
- Boże skrawki (Edges of the Lord, 2001) jako ksiądz
- Chinka (Pavilion of Women, 2001) jako ojciec Andre
- Spider-Man (2002) jako Norman Osborn/Zielony Goblin
- Auto Focus (2002) jako John Carpenter
- Misterium zbrodni (The Reckoning, 2003) jako Martin
- Pewnego razu w Meksyku: Desperado 2 (Once Upon a Time in Mexico, 2003) jako Barillo
- Gdzie jest Nemo? (Finding Nemo, 2003) jako Gill (głos)
- Rozrachunek (The Clearing, 2004) jako Arnold Mack
- Control (2004) jako dr Michael Copeland
- Spider-Man 2 (2004) jako Norman Osborn/Zielony Goblin
- Podwodne życie ze Steve’em Zissou (The Life Aquatic with Steve Zissou, 2004) jako Klaus Daimler
- Aviator (The Aviator, 2004) jako naczelny brukowca
- Before It Had a Name (2005) jako Leslie
- xXx 2: Następny poziom (xXx: State of the Union, 2005) jako George Deckert
- Manderlay (2005) jako ojciec Grace
- Zakochany Paryż (Paris, je t'aime, 2006) jako kowboj (segment „2nd arrondissement”)
- Plan doskonały (Inside Man, 2006) jako kapitain Darius
- Jak zostać gwiazdą (American Dreamz, 2006) jako szef sztabu
- Wakacje Jasia Fasoli (Mr. Bean's Holiday, 2006) jako reżyser Carson Clay
- Wizja mordercy (Anamorph, 2007) jako Stan Aubrey
- The Walker (2007)
- Spider-Man 3 (2007) jako Norman Osborn/Zielony Goblin
- Antychryst (Antichrist, 2009) jako On
- Święci z Bostonu 2: Dzień Wszystkich Świętych (The Boondock Saints II: All Saints Day, 2009) jako Paul Smecker
- Daybreakers. Świt (Daybreakers, 2009) jako Lionel 'Elvis' Cormac
- Synu, synu, cóżeś ty uczynił? (My Son, My Son, What Have You Done?, 2009) jako detektyw Hank Havenhurst
- Łowca (The Hunter, 2011) jako Martin David
- 4:44 Ostatni dzień na Ziemi (4:44 Last Day on Earth, 2011) jako Cisco
- John Carter (2012) jako Tars Tarkas
- Nimfomanka - Część II (The Nymphomaniac Part 2, 2013) jako L
- Gwiazd naszych wina (The Fault in Our Stars, 2014) jako Van Houten
- Bardzo poszukiwany człowiek (2014) jako Tommy Brue
- Grand Budapest Hotel (2014) jako Jopling
- Pasolini (2014) jako Pier Paolo Pasolini
- John Wick (2014) jako Marcus
- My Hindu Friend (2015) jako Diego Fairman
- Dog Eat Dog (2016) jako  Mad Dog
- A Family Man (2016) jako Ed Blackridge
- Padre (2016) jako James Verdun
- Wielki Mur (The Great Wall, 2016) jako Ballard
- Projekt Floryda (The Florida Project, 2017) jako Bobby
- Morderstwo w Orient Expressie (Murder on the Orient Express, 2017) jako Gerhard Hardman
- Notatnik śmierci (Death Note, 2017) jako Ryuk (głos)
- Van Gogh. U bram wieczności (At Eternity’s Gate, 2018) jako Vincent van Gogh
- Aquaman (2018) jako Nuidis Vulko
- Lighthouse (2019) jako Thomas Wake
- Liga Sprawiedliwości Zacka Snydera (2021) jako Nuidis Vulko
- Spider-Man: Bez drogi do domu (2021) jako Zielony Goblin
- Biedne istoty (2023) jako dr Godwin Baxter
- Rodzaje życzliwości (2024) jako Raymond/George/Omi
- Nosferatu (2024) jako Profesor Albin Eberhart von Franz

## Nagrody
Dafoe to wielokrotny zdobywca nagród filmowych, w tym trzech Nagród Satelita, nagrody Saturn, dwóch Independent Spirit Awards, Honorowego Złotego Niedźwiedzia za całokształt twórczości na 68. MFF w Berlinie (2018) i Pucharu Volpiego dla najlepszego aktora na 75. MFF w Wenecji za rolę Vincenta van Gogha w filmie Van Gogh. U bram wieczności (2018), nagrody National Board of Review, Nickelodeon Kids’ Choice Awards, a także nominacji do czterech Oscarów, nagrody BAFTA, czterech Złotych Globów i pięć Nagród Gildii Aktorów Ekranowych.